# Jacques Jullien (prélat)
Pour les articles homonymes, voir Jacques Jullien et Jullien.
Jacques Jullien, né le 7 mai 1929 à Brest et mort le 10 décembre 2012 à Rennes, est un évêque catholique français, archevêque de Rennes de 1985 à 1998.

## Biographie
Jacques Jullien a été ordonné prêtre pour le diocèse de Quimper et Léon le 3 avril 1954, après avoir poursuivi sa formation au grand séminaire de Quimper puis à la faculté de théologie de l'université catholique de l'Ouest. En 1957, il devient professeur de théologie morale au grand séminaire de Quimper. En 1968, il est nommé curé-archiprêtre de la paroisse Saint-Louis de Brest, succédant à l'abbé André Quélen qui devient évêque auxiliaire d'Angers (lequel avait lui-même remplacé André Pailler quand celui-ci est devenu évêque auxiliaire de Rouen).
Nommé évêque de Beauvais le 20 septembre 1978 par l'éphémère pape Jean-Paul Ier, il est consacré le 12 novembre de la même année.
Il est nommé archevêque coadjuteur de l'archidiocèse de Rennes le 21 mai 1984. Il en devient l'archevêque le 15 octobre 1985, succédant ainsi au cardinal Gouyon.
Il se retire de ses fonctions le 1er septembre 1998 pour raison de santé, laissant le siège métropolitain à François Saint-Macary qui avait été nommé archevêque coadjuteur le 14 novembre 1997.
Il demeure ensuite dans une résidence de retraite chez les Petites sœurs des pauvres de la Piltière à Rennes.
Il meurt dans la nuit du dimanche 9 au lundi 10 décembre 2012, dans sa 83e année, des suites de la maladie de Parkinson. Ses obsèques sont célébrées le 14 décembre dans la cathédrale Saint-Pierre de Rennes où il est inhumé dans la crypte, selon sa volonté.

### Action publique comme évêque
En août 1984, il s'interroge sur la décision du tribunal de Créteil de restituer à une femme le sperme de son mari décédé en vue d'une insémination. « Qu'adviendra-t-il de cet enfant-gadget, de cet enfant sans père ? Ne souffrira-t-il pas d'un manque affectif ? […] Il semble que l'inconvénient pour l'enfant et la société soit plus grand que l'avantage pour la femme. Accepter un enfant sans père, c'est accepter le “découplage” de la rencontre amoureuse des parents. N'est-ce pas une atteinte à la personne humaine ? »
En novembre de la même année, il publie le texte « Vie et mort sur commande » de la Commission Famille de l'épiscopat qu'il préside : « La puissance neuve de l'homme lui confère une responsabilité nouvelle. Les conséquences de nos décisions sont telles qu'on ne peut plus évacuer leur composante éthique, morale, humaine : ce qui est faisable techniquement est-il à faire moralement ? » Il met en garde contre le danger des conceptions artificielles, inséminations post mortem, « mères de location », l'euthanasie active et l'acharnement thérapeutique. Il rappelle l'opposition de l'Église à l'avortement.
En mars 1985, il conteste les propos du ministre de la Justice, Robert Badinter, en faveur d'une totale liberté devant les techniques nouvelles de procréation artificielle, y compris les mères porteuses et l'utilisation des embryons pour la recherche scientifique.
En octobre 1988, il se réjouit de la décision « courageuse » et « constructive » de Roussel-Uclaf de suspendre la commercialisation de la pilule abortive RU-486. Décision de courte durée puisque le Gouvernement publiera en janvier 1989 l'autorisation de mise sur le marché (AMM) de ce produit abortif sous le nom de Mifégyne.